# Iwan Barma
Iwan Barma, russisch Иван Барма (geb. vor 1555; gest. nach 1560) war ein russischer Architekt, der gemeinsam mit Postnik Jakowlew 1555 bis 1560 die Basilius-Kathedrale in Moskau errichtete.
Ihm zu Ehren wurde ein 128 km großer Krater auf dem Planeten Merkur benannt, der Krater Barma.